# 역선
역선(力線, line of force)은 패러데이의 확장된 의미에서 맥스웰의 자력선(line of induction)과 동의어이다. J.J. 톰슨과 패러데이는 일반적으로 역선을 유전체 내 분극화된 입자의 사슬로 논의하지만 때로는 패러데이가 진공을 가로질러 뻗어 있는 것처럼 자체적으로 존재하는 것으로 논의하기도 한다. 역선 외에도 J.J. 맥스웰과 유사한 톰슨은 이를 정전 인덕턴스 튜브 또는 간단히 패러데이 튜브라고도 부른다. 20세기 관점에서 볼 때 역선은 맥스웰의 방정식, 전자기파, 아인슈타인의 상대성 이론을 포함하여 보다 수학적, 실험적으로 정교한 개념과 이론을 낳은 19세기 통합 장 이론에 내재된 에너지 연결이다.
역선은 모든 현실이 힘 자체로 구성되어 있다는 이론을 주장한 마이클 패러데이에서 유래되었다. 그의 이론은 전기, 빛, 중력이 유한한 전파 지연을 갖는다고 예측한다. 맥스웰, 헤르츠, 아이슈타인 등과 같은 후기 과학계 인물들의 이론과 실험 데이터는 패러데이 이론의 파급 효과와 일치한다. 그럼에도 불구하고 패러데이의 이론은 여전히 뚜렷이 구별된다. 패러데이와 달리 맥스웰과 다른 사람들(예: J.J. 톰슨)은 빛과 전기가 에테르를 통해 전파되어야 한다고 생각했다. 아인슈타인의 상대성 이론에는 에테르가 없지만 힘의 물리적 현실은 패러데이 이론보다 훨씬 약하다.

## 같이 보기
- 선속